# Radio Tomate
Radio Tomate était une radio associative française créée en 1981. Radio Tomate refuse toute forme de publicité et prône la liberté d'expression et de partage.

## Histoire

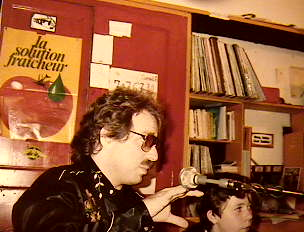
Jon Hammond au micro de Radio Tomate, Paris 1981

Alors que tombe le monopole d'État sur la radiodiffusion, le Centre d'initiative pour de nouveaux espaces de liberté (CINEL), animé notamment par le philosophe et psychanalyste Félix Guattari, participe à la création de Radio Tomate qui a pour objectif une « réappropriation individuelle collective et [...] un usage interactif des machines d'information, de communication, d'intelligence, d'art et de culture ». La radio dispose d'un émetteur de 100 watts.
Fondée par Bruno Guattari (fils de Félix Guattari), la radio diffuse sa première émission le 19 mai 1981 sur 94.2 depuis un squat rue Lacépède. Félix Guattari finance l'achat d'un émetteur que son fils Bruno achète en Italie et monte à Paris.
La radio est animée par des militants, notamment issus du mouvement autonome. Elle vise à ouvrir de nouveaux espaces de débat et d'information politiques, et à lutter contre la répression des mouvements sociaux. L'animatrice Valli y fait ses premiers pas à la radio en 1981, et y diffuse la maquette de sa chanson Chacun fait (c'qui lui plaît).
La première Radio Tomate ne dure que deux ans. En mai 1983, Radio Tomate est intégrée au réseau Fréquence Libre.
Le projet est ensuite réactivé en 1988, toujours sur le principe de donner la parole aux personnes en lutte. L'antenne émet sur le 106.7 MHz en région parisienne, et partage la fréquence, et donc le temps d'antenne, avec plusieurs autres radios. Radio Tomate anime à l'époque cinq émissions, sur les questions du droit au logement, de la précarité, de la double peine, des luttes anticarcérales (Parloir libre), et une émission punk. 
Lorsqu'émerge en 1991 le projet plus large d'une radio associative assumant une pleine fréquence, les animateurs de Radio Tomate décident de porter leur énergie sur la création de cette nouvelle antenne. Radio Tomate disparaît alors en 1992 pour donner naissance à Fréquence Paris Plurielle.

## Ancienne fréquence
- Paris : 94.2 Mhz